# كلية طب جامعة هايدلبرغ
كلية طب جامعة هايدلبرغ (بالألمانية: Medizinische Fakultät Heidelberg) هي واحدة من اثنتي عشرة كلية تتكون منها جامعة هايدلبرغ، وهي واحدة من الكليات الأربع التي بدأت بها الجامعة سنة 1386. تتكون الكلية اليوم من 22 معهداً علمياً، ويرتبط بها مستشفى هايدلبرغ الجامعي.
مدرسة الطب بجامعة هايدلبرغ هي أكثر الكليات الطبية الألمانية صعوبة في شروط الالتحاق، إذ تقبل فقط 3.6 % من المتقدمين للالتحاق بها (2008). وقد حصلت جامعة هايدلبرغ على لقب «الجامعة المتميزة» من المبادرة الألمانية لتميز الجامعات بفضل تميز المناهج العلمية لكلية الطب بها في المرحلة الجامعية الأولى ومرحلة الدراسات العليا.
يتكون البرنامج التعليمي لكلية طب هايدلبرغ من مرحلتين تنتهي كل منها بامتحان: مدة المرحلة الأولى سنتان تخصصان لدراسة العلوم الطبية الأساسية، ومدة المرحلة الثانية أربع سنوات تدرس خلالها العلوم الطبية الإكلينيكية.

## من خريجي وأطباء الكلية
- توماس إراستوس (باللاتينية: Thomas Erastus): طبيب وعالم لاهوت سويسري (1524 ـ 1583)
- هرمان فون هلمهولتز
- فنسنتس تشيرني (بالمجرية: Vincenz Czerny) جراح نمسوي ـ ألماني (1842 ـ 1916) كانت له مساهمات في جراحة الأورام وجراحة النساء
- لودولف فون كريل (بالألمانية: Ludolf von Krehl) طبيب باطني وفسيولوجي ألماني (1861 ـ 1937)
- ألبرخت كوسل
- أوتو مايرهوف
- بيرت زاكمان (بالألمانية: Bert Sakmann) الحائز على جائزة نوبل في الطب سنة 1997.
- هارالد تسور هاوزن (بالألمانية: Harald zur Hausen) الحائز على جائزة نوبل في الطب سنة 2008.